# Unterulsenbach
Unterulsenbach ist ein Gemeindeteil des Marktes Wilhermsdorf im Landkreis Fürth (Mittelfranken, Bayern). Unterulsenbach liegt in der Gemarkung Wilhermsdorf.

## Geografie
Im auf dem Grund einer Talgabel stehenden Dorf vereinen sich der linke Oberlauf Ulsenbach und der rechte Oberlauf Erlenbach zum Stelzenbach, der teilweise auch Ulsenbach genannt wird und im nahen Hauptort der Marktgemeinde in die Zenn mündet. Im Süden liegt das Donnerschlagfeld, 0,5 km im Norden liegen das Flurgebiet Eulengeschrei und das Waldgebiet Stößfeldlein.
Gemeindeverbindungsstraßen führen nach Wilhermsdorf (1 km südöstlich), nach Wolfsmühle (1 km nordwestlich), nach Markt Erlbach zur Staatsstraße 2244 (3 km westlich) und zur Kreisstraße FÜ 18 bei Wilhermsdorf (0,8 km östlich).

## Geschichte
Der Ort wurde 1136 als „Ulsinbach“ (vom Personennamen Ulso, einer Kurzform für Udalrich) erstmals urkundlich erwähnt.
Gegen Ende des 18. Jahrhunderts gab es in Unterulsenbach neun Anwesen (2 Höfe, 2 Höflein, 1 Halbhof, 2 Güter, Mittel- und Wolfsmühle). Das Hochgericht übte das brandenburg-bayreuthische Stadtvogteiamt Markt Erlbach aus. Die Dorf- und Gemeindeherrschaft sowie die Grundherrschaft über alle Anwesen hatte das Kastenamt Neuhof.
Von 1797 bis 1810 unterstand der Ort dem Justizamt Markt Erlbach und Kammeramt Neuhof. Im Rahmen des Gemeindeedikts wurde Unterulsenbach dem 1811 gebildeten Steuerdistrikt Markt Erlbach und der 1813 gegründeten Ruralgemeinde Eschenbach zugeordnet. 1958 wurde Unterulsenbach nach Wilhermsdorf eingemeindet.

## Einwohnerentwicklung
| Jahr      | 001818 | 001840 | 001861 | 001871 | 001885 | 001900 | 001925 | 001950 | 001961 | 001970 | 001987 | 002015 | 002018 |
| Einwohner | 71     | 95     | 110    | 102    | 93     | 81     | 82     | 104    | 95     | 144    | 85     | 101    | 97     |
| Häuser    | 11     | 14     |        |        | 19     | 16     | 16     | 14     | 17     |        | 18     |        |        |
| Quelle    | [ 10 ] | [ 11 ] | [ 12 ] | [ 13 ] | [ 14 ] | [ 15 ] | [ 16 ] | [ 17 ] | [ 18 ] | [ 19 ] | [ 20 ] |        | [ 1 ]  |

## Religion
Der Ort ist seit der Reformation evangelisch-lutherisch geprägt und war ursprünglich nach St. Kilian (Markt Erlbach) gepfarrt, seit der zweiten Hälfte des 19. Jahrhunderts ist die Pfarrei St. Martin und Maria (Wilhermsdorf) zuständig. Die Einwohner römisch-katholischer Konfession sind nach St. Michael (Wilhermsdorf) gepfarrt.